# Motokwe
Motokwe is een dorp in het district Kweneng in Botswana. De plaats telt 1413 inwoners (2011).